# Józef Gosławski
|  | Per a altres significats, vegeu «Józef Gosławski (arquitecte)». |

Józef Gosławski (polonès: Józef Jan Gosławski)  (Polanówka, 24 d'abril de 1908 - Varsòvia, 23 de gener de 1963) fou un escultor i medallista polonès. Autor de monedes (per exemple 5 zł amb pescador), monuments (per exemple el Monument a Frédéric Chopin a Żelazowa Wola) i medalles (per exemple Any 1939). Guardonat a nombrosos concursos artístics; condecorat, entre d'altres, amb la Creu de Mèrit d'Argent (del govern polonès).

## Exposicions

### Individuals

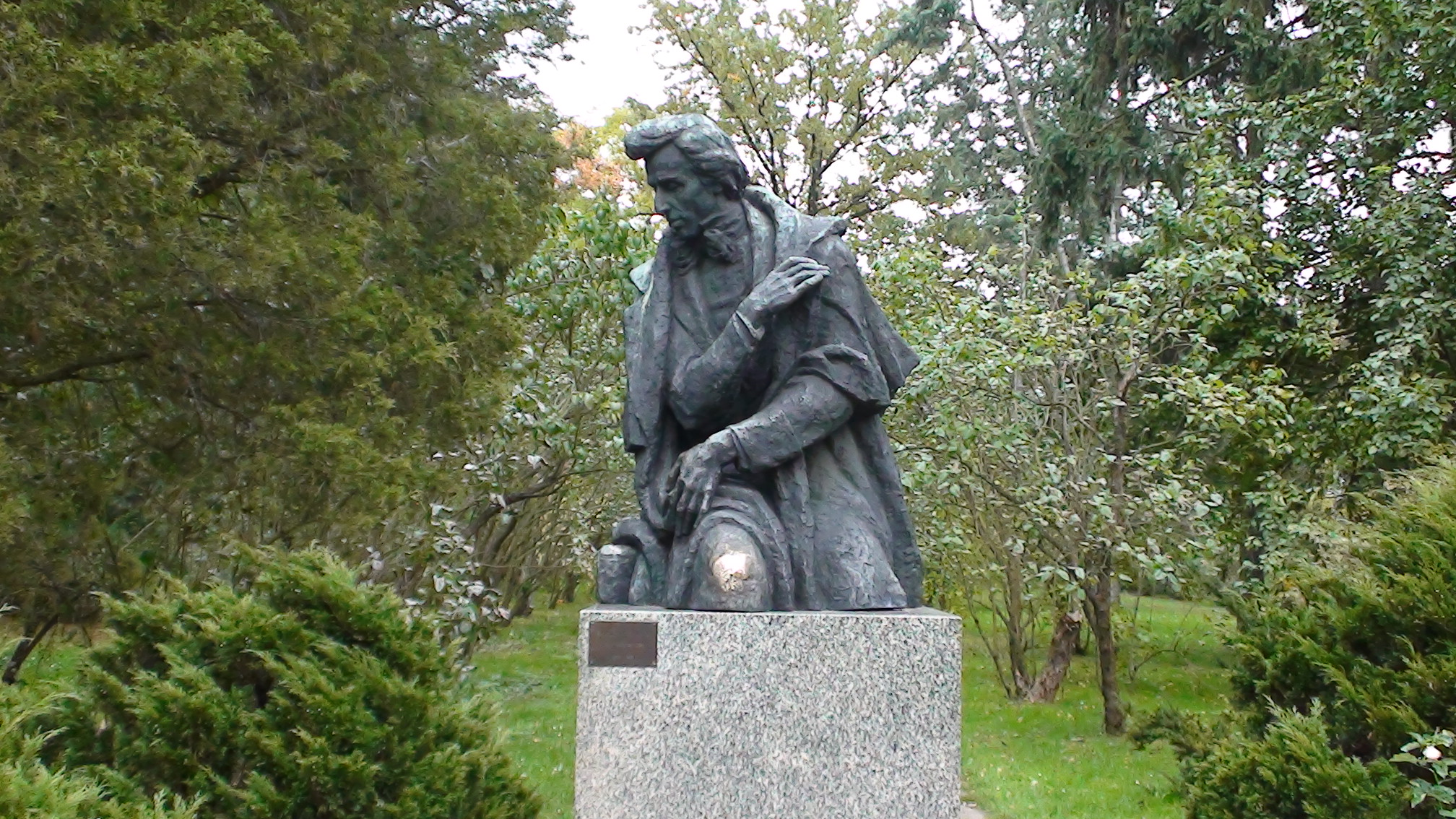
El Monument a Frédéric Chopin a Żelazowa Wola

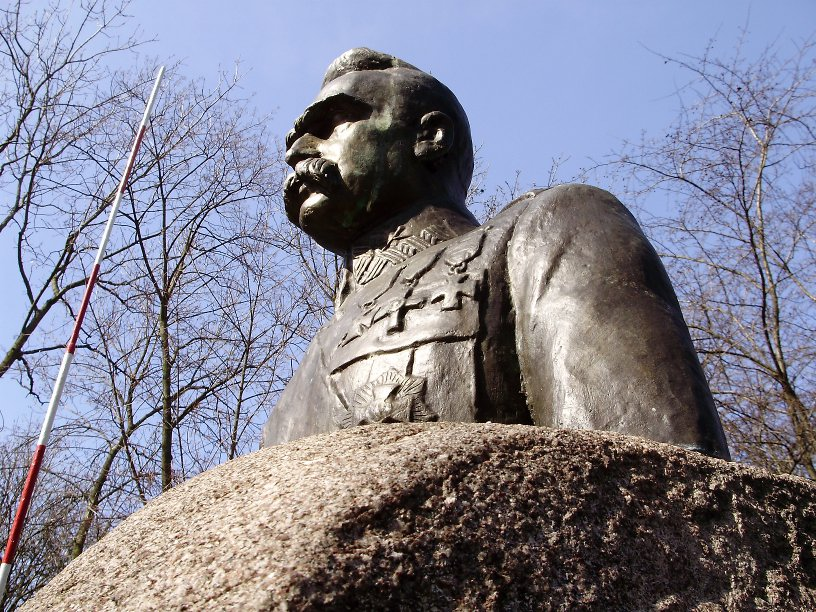
El Monument a Józef Piłsudski a Turek

| Any       | Ciutat          | Institució                            | Quantitat de les obres |
| --------- | --------------- | ------------------------------------- | ---------------------- |
| 1933      | Cracòvia        | Palau de les Arts                     | ?                      |
| 1960      | Budapest        | Ośrodek Kultury Polskiej              | 30                     |
| 1963      | Varsòvia        | Dom Wojska Polskiego                  | 49                     |
| 1968      | Breslau         | Cambra Municipal                      | 80                     |
| 1973      | Varsòvia        | Centralna Biuro Wystawa Artystycznych | 343                    |
| 1974      | Varsòvia        | Galeria Wojskowa DWP                  | 34                     |
| 1974      | Warka           | Muzeum im. Kazimierza Pułaskiego      | 56                     |
| 1974      | Bydgoszcz       | Museu regional                        | 18                     |
| 1987      | Lublin          | Museu regional                        | 76                     |
| 1995      | Kazimierz Dolny | Muzeum Nadwiślańskie - Galeria Letnia | 80                     |
| 1996      | Bolesławiec     | Bolesławiecki Ośrodek Kultury         | 70                     |
| 1997      | Chełmno         | Museu regional                        | 50                     |
| 2000      | Konin           | Museu regional                        | 84                     |
| 2003      | Varsòvia        | Galeria Domu Artysty Plastyka         | 105                    |
| 2014      | Orońsko         | Centrum Rzeźby Polskiej               | ?                      |
| 2014-2015 | Varsòvia        | Muzeum Rzeźby (Królikarnia)           | ?                      |

### Col·lectives

#### Estrangers
| Any       | Estat                    | Ciutat                | Institució    |
| --------- | ------------------------ | --------------------- | ------------- |
| 1932      | Àustria                  | Viena                 | Künstlerhaus  |
| 1936      | Itàlia                   | Roma                  | ?             |
| 1936      | Itàlia                   | Roma                  | ?             |
| 1950      | Txecoslovàquia           | Praga                 | ?             |
| 1950      | Itàlia                   | Roma                  | ?             |
| 1959      | Itàlia                   | Catania               | ?             |
| 1959      | Àustria                  | Viena                 | ?             |
| 1963/1964 | Unió Soviètica           | Moscou-Minsk          | ?             |
| 1964      | Itàlia                   | Arezzo                | ?             |
| 1965      | RDA                      | Berlín-Erfurt-Leipzig | ?             |
| 1966      | Txecoslovàquia           | Kralupe               | ?             |
| 1966      | RP Bulgària              | Sofia                 | ?             |
| 1966/1967 | RP Hongria               | ?                     | ?             |
| 1967      | RFS Iugoslàvia           | ?                     | ?             |
| 1967      | Finlàndia Suècia Polònia | ?                     | ?             |
| 1967      | França                   | París                 | ?             |
| 1968      | Unió Soviètica           | Moscou                | ?             |
| 1969      | RP Hongria               | Budapest              | ?             |
| 1971      | França                   | París                 | ?             |
| 1971      | Països Baixos            | La Haia               | ?             |
| 1972      | RDA                      | Berlín                | ?             |
| 1985      | Txecoslovàquia           | Praga                 | ?             |
| 2003      | Àustria                  | Viena                 | Museu Leopold |

## Galeria

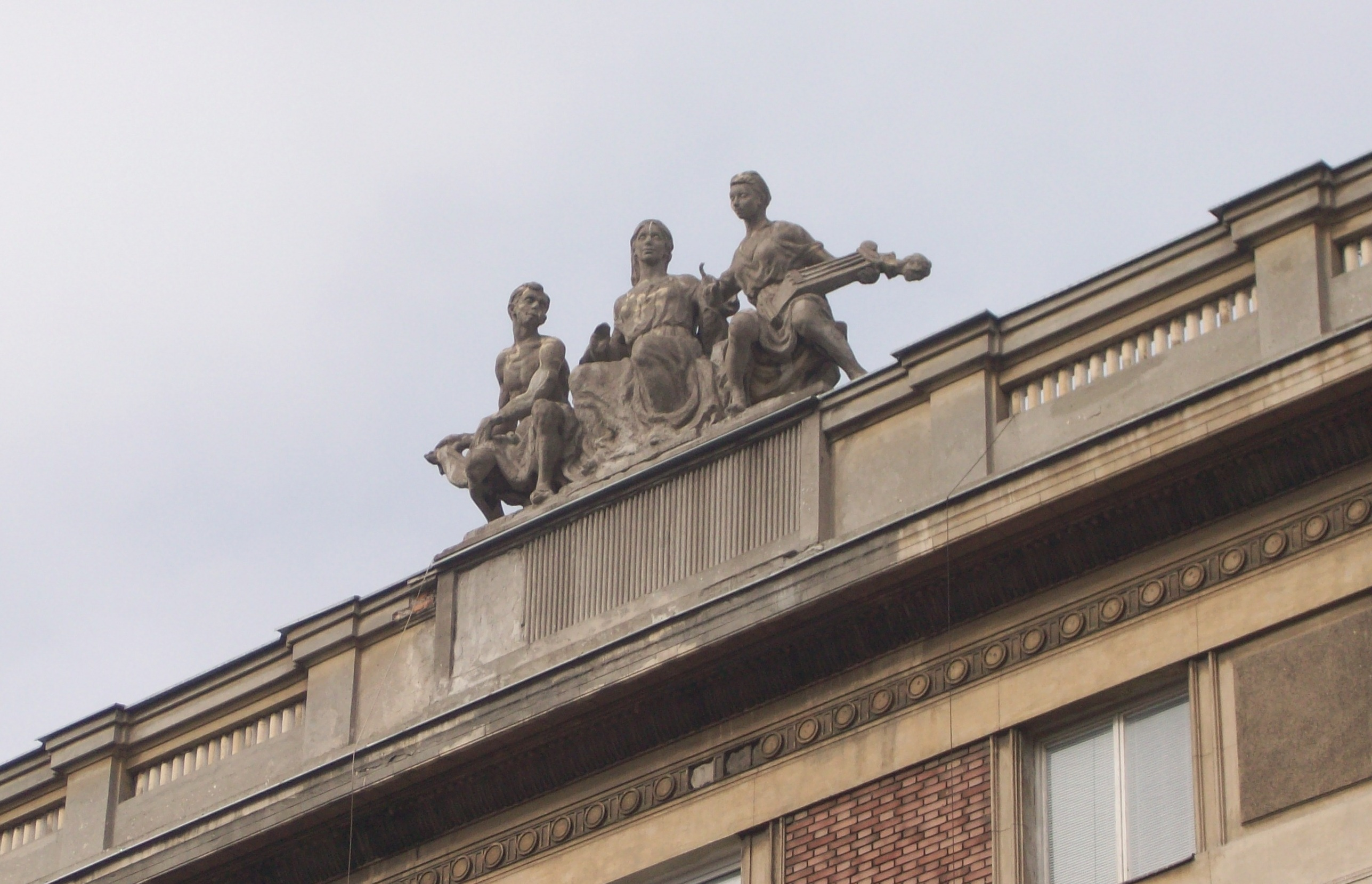
La Música a Varsòvia (1952)
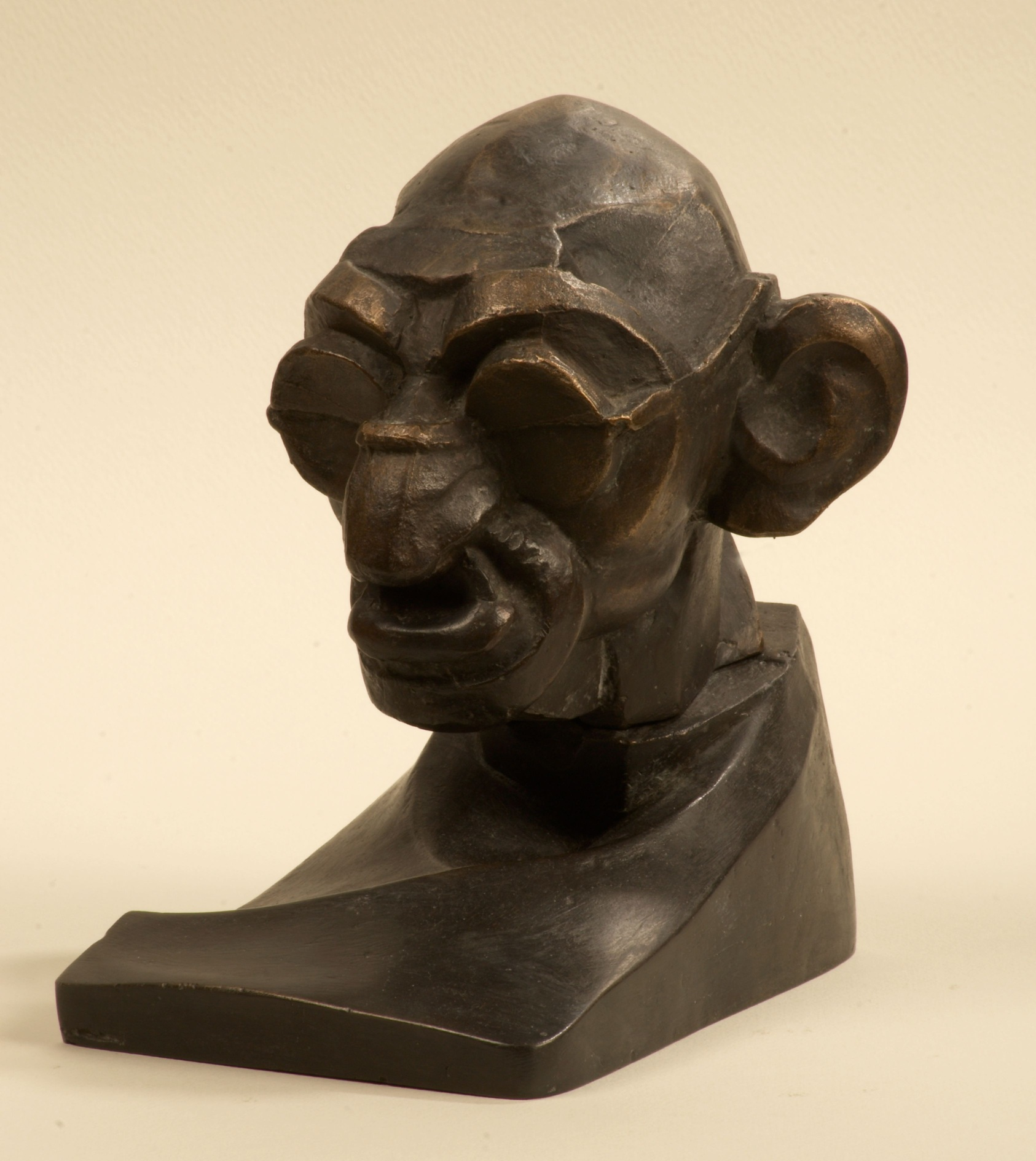
La caricatura de Mahatma Gandhi (1932)
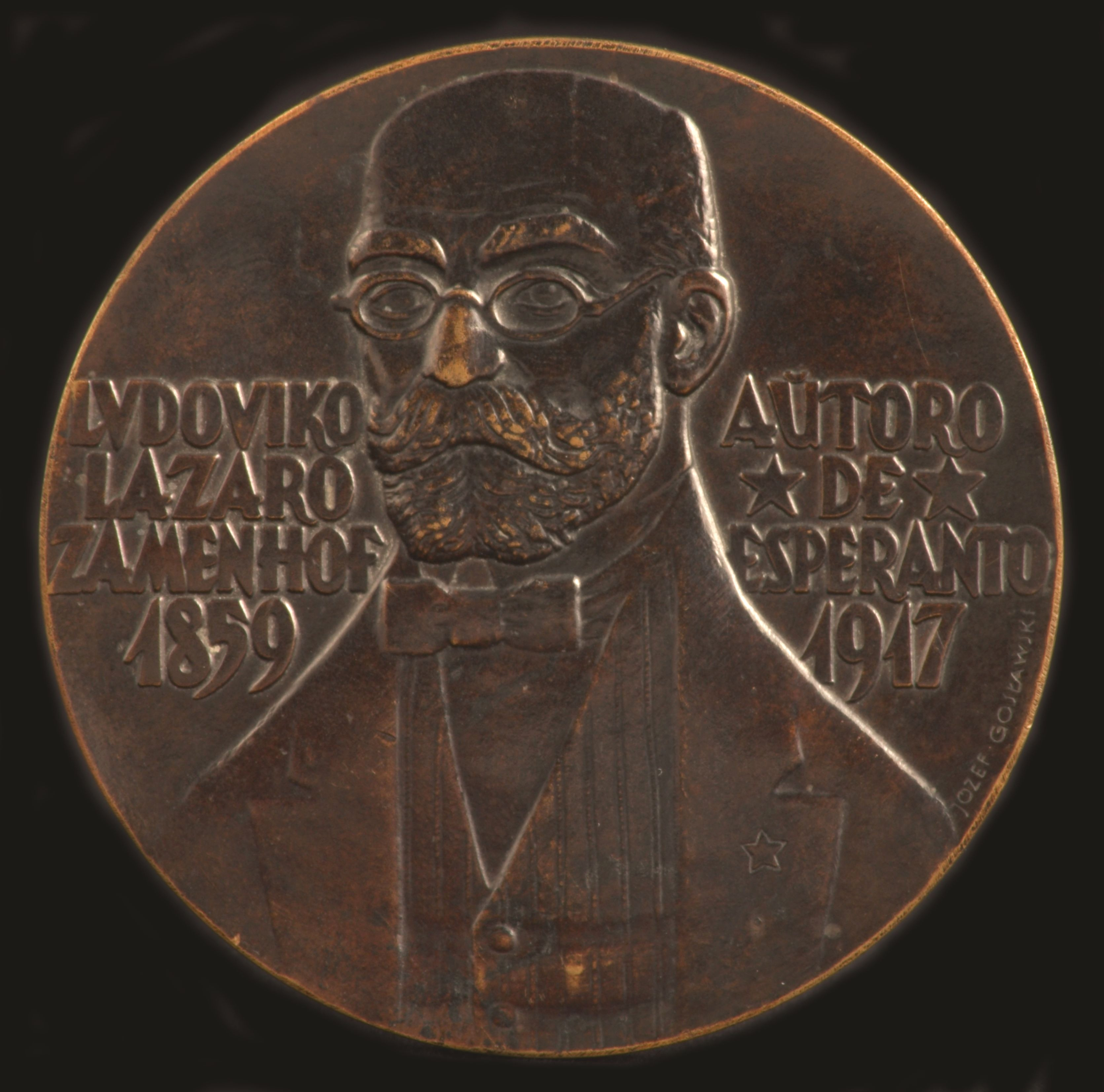
El anvers de la medalla amb Ludwik Lejzer Zamenhof (1959)
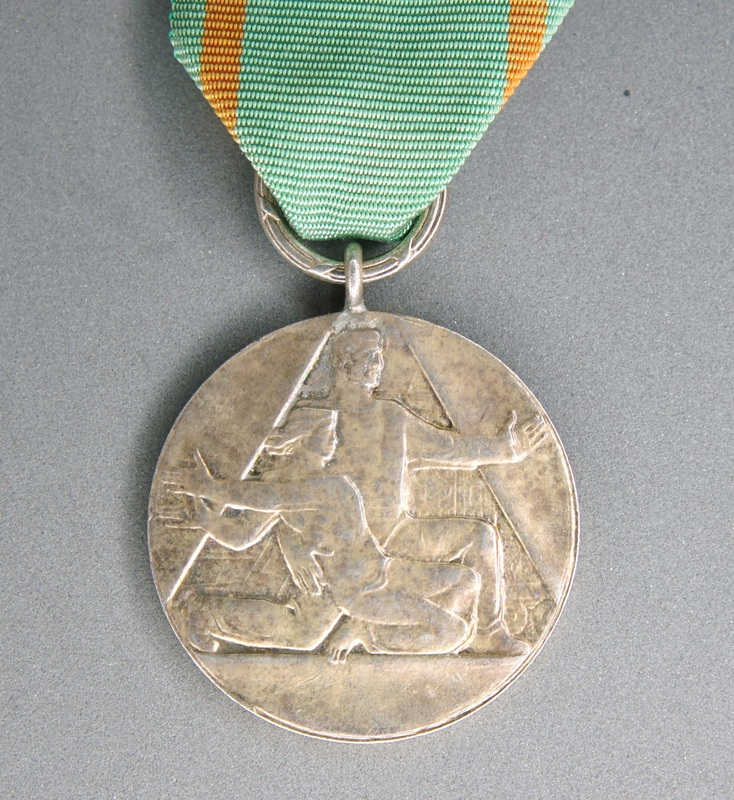
La Medalla al Sacrifici i Coratge - una condecoració civil polonesa (1960)
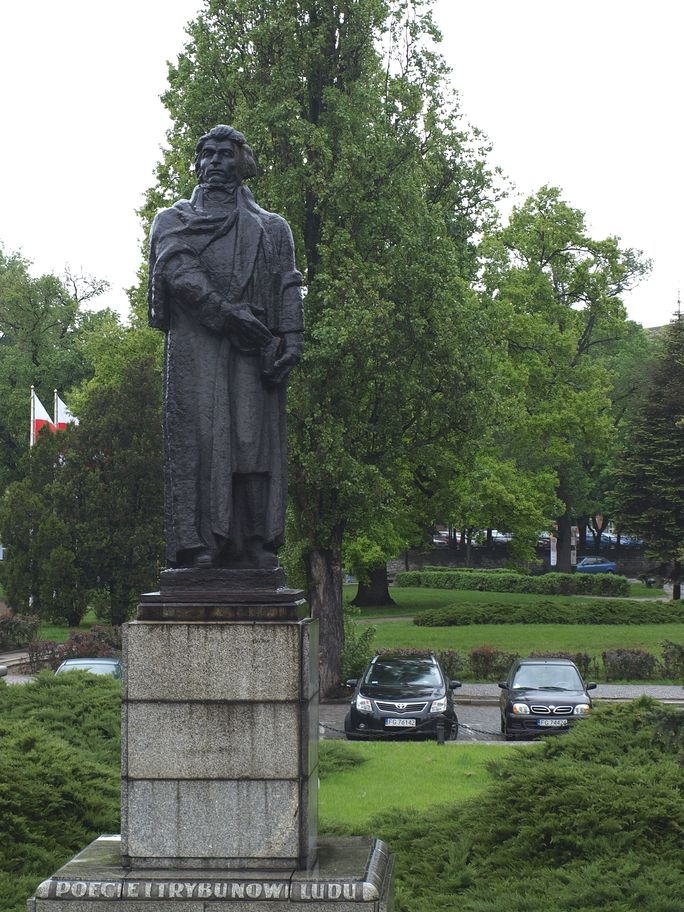
Monument a Adam Mickiewicz a Gorzów Wielkopolski
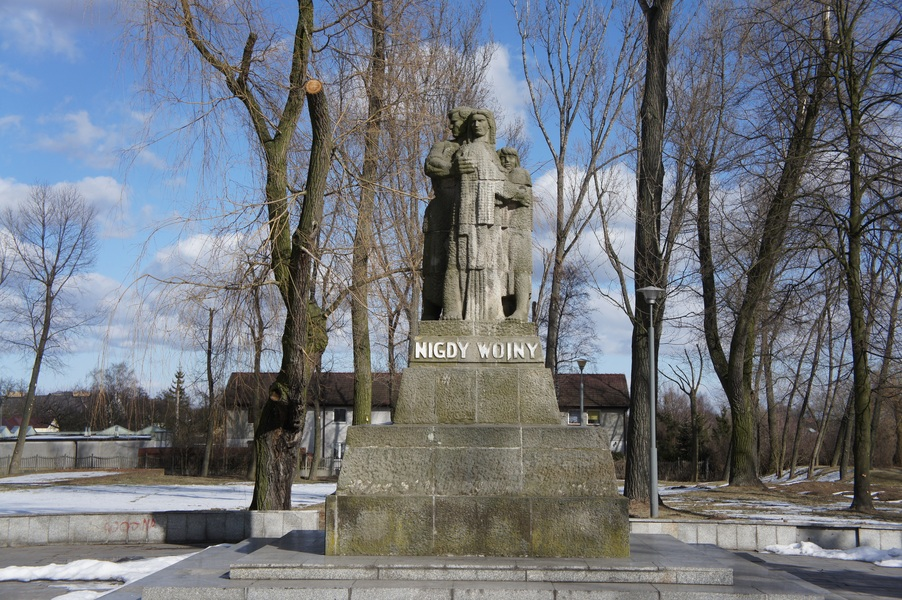
Monument Guerra mai més a Lubon